# Svingrundet, Hangö
Svingrundet är en ö i Finland. Den ligger i Skärgårdshavet och i kommunen Hangö i den ekonomiska regionen  Raseborg i landskapet Nyland, i den sydvästra delen av landet. Ön ligger omkring 110 kilometer väster om Helsingfors.
Öns area är 0,3 hektar och dess största längd är 130 meter i nord-sydlig riktning.